# Hortense de Beauharnais
Hortense Eugénie Cécile de Beauharnais (Pariz, 10. travnja 1783. – dvorac Arenenberg, Švicarska, 15. listopada 1837.), francuska plemkinja, kraljica-supruga Nizozemske (1806. – 1810.) i kneginja Saint-Leua od 1814. godine; pastorka francuskog car Napoleona I.
Rodila se u obitelji viskonta Alexandra de Beauharnais († 1794.) i Joséphine. Imala je brata Eugènea, kojeg je Napoleon imenovao potkraljem Italije. Godine 1802. udala se za Napoleonovog brata Luja Bonapartea, s kojim je imala sina, Charlesa Louisa Napoleona, kasnijeg cara Drugog Francuskog Carstva, poznatog pod vladarskim imenom Napoleon III.
Nakon što je izbjegla iz Francuske, zbog podrške koju je pružila Napoleonu 1815. godine, posvetila se pisanju memoara koji su izdani 1862. godine.